# 호도스코프
호도스코프(Hodoscope, 그리스어 "hodos"는 길 또는 경로, "skopos"는 관찰자를 의미)는 입자 검출기에 사용되어 통과하는 하전 입자를 감지하고 궤도를 결정하는 도구이다. 호도스코프는 많은 세그먼트로 구성되는 것이 특징이다. 탐지를 기록하는 세그먼트의 조합은 입자가 호도스코프를 통과한 위치를 추론하는 데 사용된다.